# Solbad Raffelberg

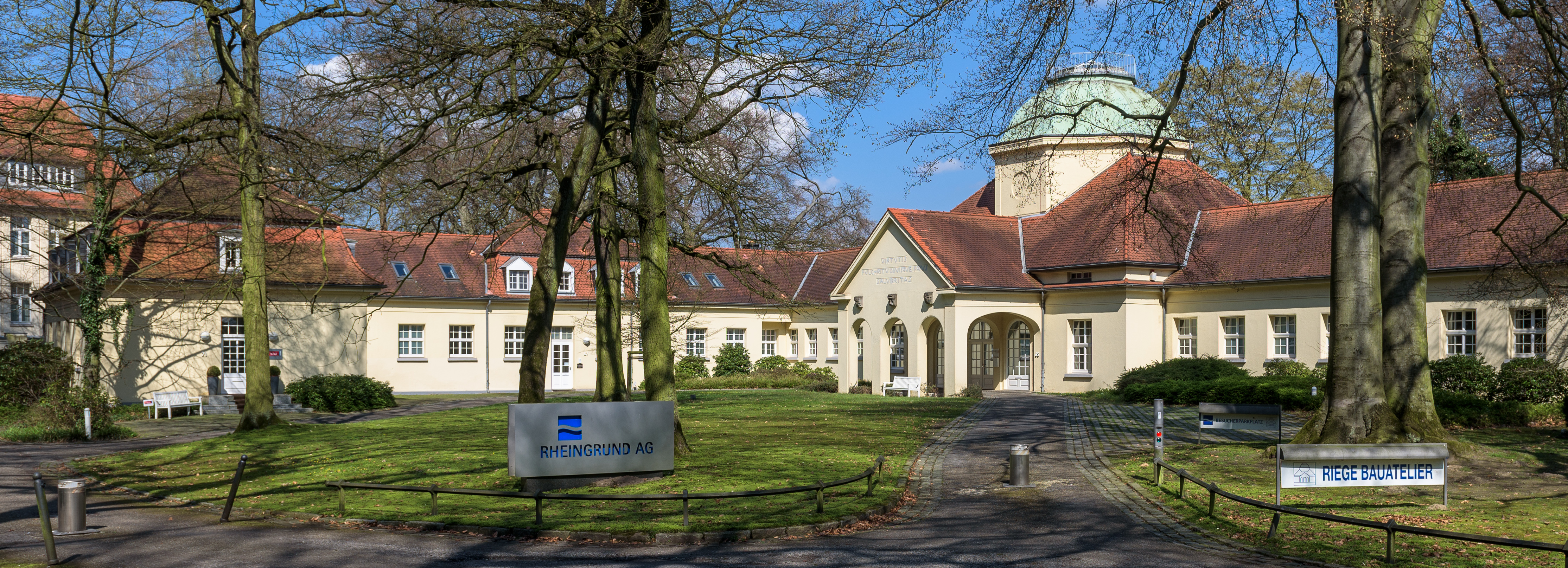
Solbad Raffelberg mit Zufahrt

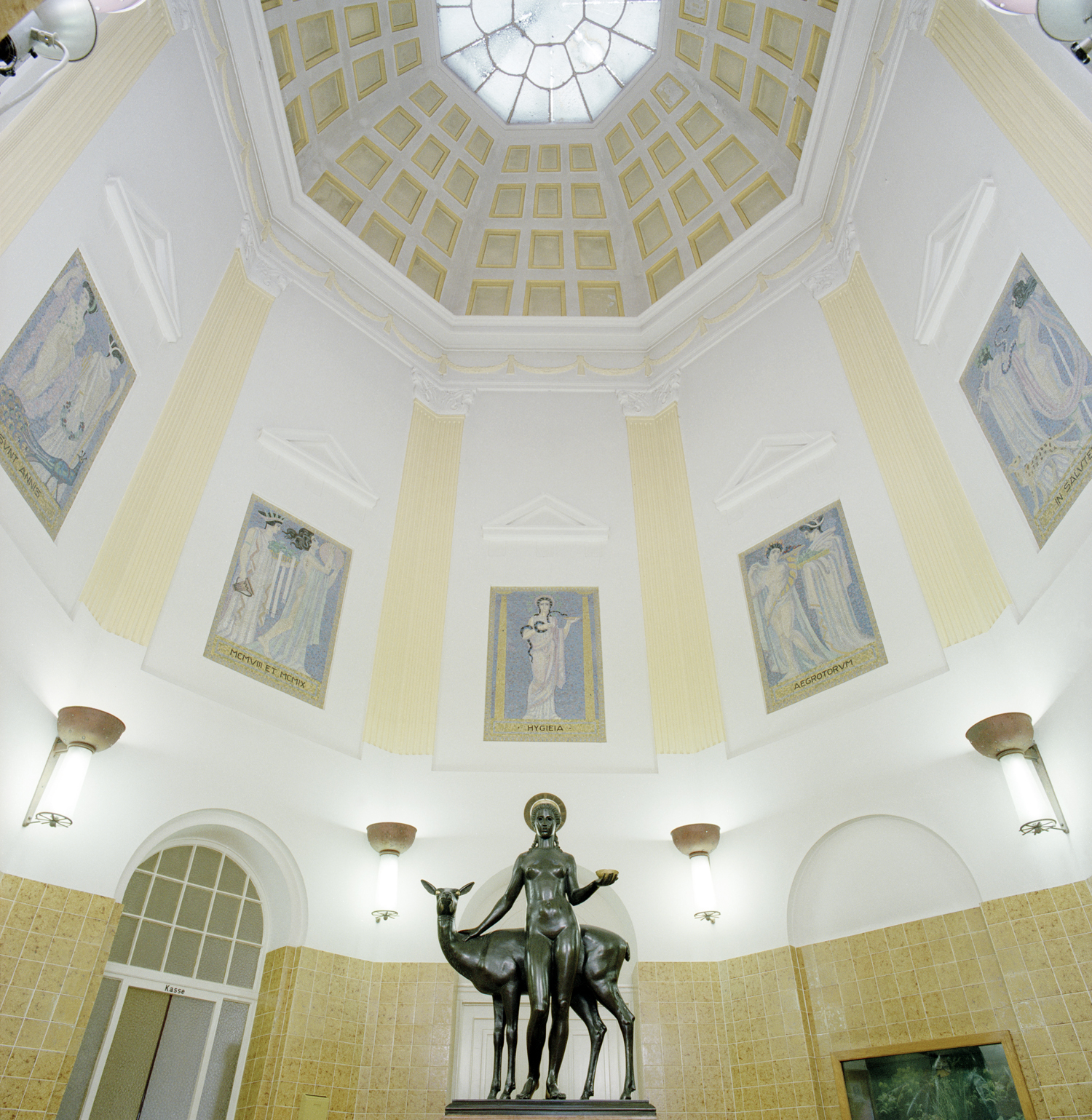
Eingangshalle Solbad Raffelberg

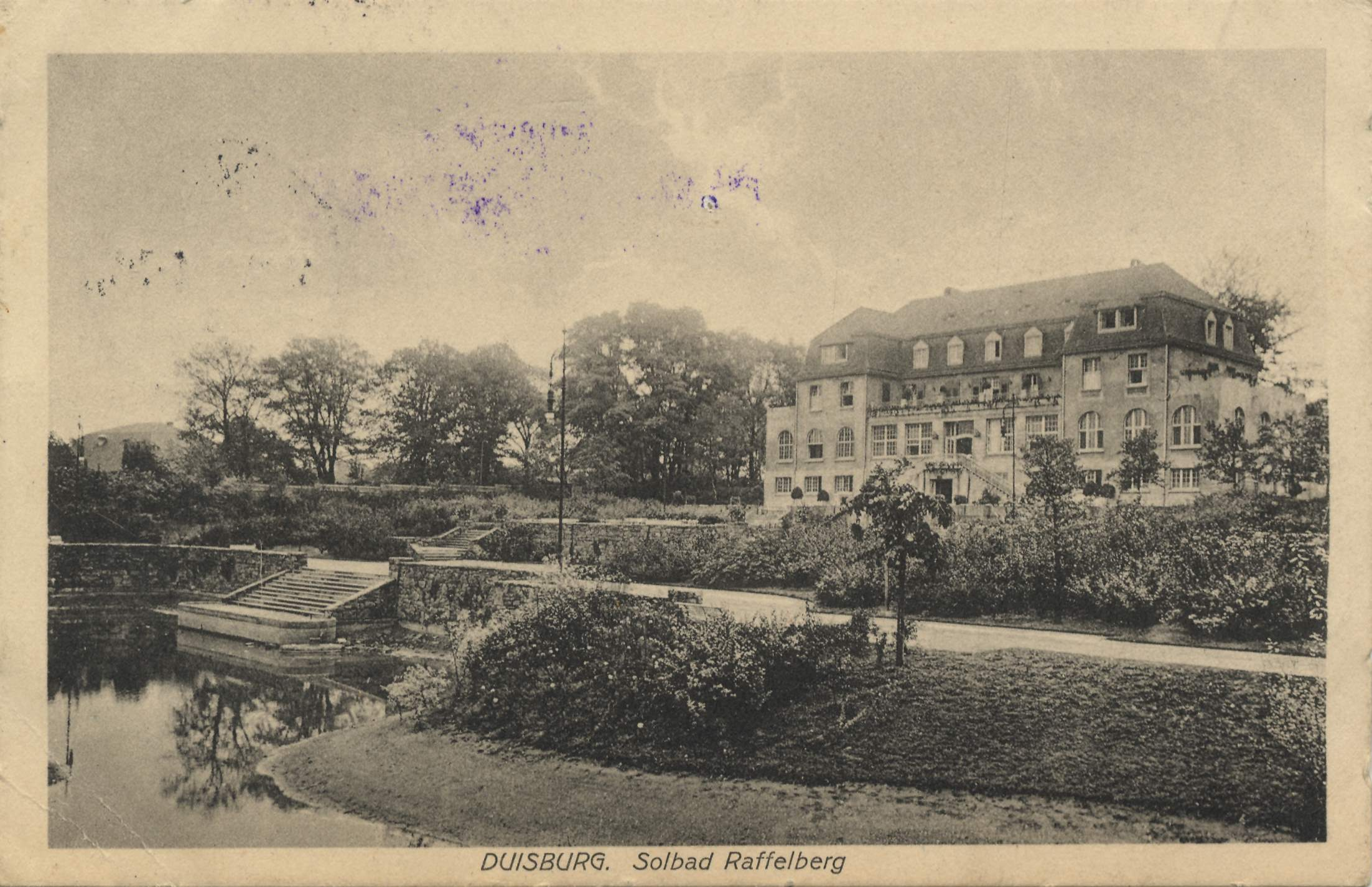
Solbad Raffelberg, 1915.

Das Solbad Raffelberg ist ein ehemaliges Bauerngut und ehemaliges Solbad im Stadtteil Speldorf in Mülheim an der Ruhr. Heute befinden sich dort unter anderem das Theater an der Ruhr und der Raffelbergpark.

## Mittelalter
Im Jahre 1486 verpachtete Johann Graf zu Limburg und Herr zu Broich den Eheleuten Diderich up dem Grimberge und Elsken den Raffelberg, Haus und Hof auf Lebenszeit.

## Solbad
Im Jahr 1855 stießen Bergleute der Zeche Alstaden beim Abteufen auf eine 26 °C warme, salzhaltige Quelle – Relikte eines urzeitlichen Meeres. Die jodhaltige Sole wurde schnell bei den Kumpeln beliebt. Sie bauten an Ort und Stelle Wannen und badeten vor der Schicht. Als schließlich 1884 eine erheblich größere Quelle entdeckt wurde, wurde wenig später auf dem Zechengelände ein Solbad errichtet.
Als die Pläne konkret wurden, Alstaden von Mülheim nach Oberhausen umzugemeinden, beschloss man, das Solbad nach Speldorf zu verlegen. Die Stadt Mülheim gründete mit ansässigen Unternehmen die Aktiengesellschaft Solbad Raffelberg und kaufte am 16. April 1908 das 30 Morgen (75.000 m²) große Gut Raffelberg, wo sich seit 1888 eine Kinderheilanstalt befand.
Nach einer Bauzeit von 13 Monaten wurde der Badebetrieb unter dem Schutz der Göttin Hygieia am 15. Mai 1909 eröffnet. Die Sole pumpte man durch eine 2,5 Kilometer lange Pipeline von der Zeche nach Speldorf. Die Gestaltung des Eingangspavillons übernahmen die Architekten Arthur Pfeifer und Hans Großmann, für die anderen Bauten wird der Mülheimer Baudezernent Karl Helbing genannt. Für den vom Gartenarchitekten Walter von Engelhardt entworfenen Kurpark Raffelberg wurden rund 37.000 m² Wald gerodet. Am 31. Dezember 1911 wurde der mit 800 Plätzen große Kursaal eröffnet.
Als 31. März 1973 die Zeche Alstaden schloss und die Sole ausblieb, stieg man zunächst auf künstliche Sole um. Da dies jedoch keinen großen Anklang fand, ließ man von der Zeche Concordia aus Oberhausen Natursole per Tankwagen herbeibringen.
Aufgrund rückläufiger Zahl von Behandlungen wurde das Solbad 1992 geschlossen.

## Die Anlage heute
Bereits seit 1981 ist in dem alten Kursaal das von dem Regisseur Roberto Ciulli gegründete Theater an der Ruhr beheimatet.
In den Gebäuden ist heute u. a. ein Immobilienunternehmen, ein Architekturbüro sowie ein Restaurant ansässig.
In der Nähe befinden sich Wasserkraftwerk, Schleuse und Wehr Raffelberg, die Galopprennbahn des Mülheimer Rennvereins, der Ruhrschifffahrtskanal und das Autobahnkreuz Kaiserberg. Das alte Solbad ist Themenpunkt der Route der Industriekultur (Themenroute 12 – Geschichte und Gegenwart der Ruhr).

## Lage
- Anschrift: Akazienallee 61 – 69, 45478 Mülheim an der Ruhr